# Чорниця (притока Березини, басейн Німану)
Чорниця — річка у Воложинському й Ів'євському районі Мінської й Гродненської областей, Білорусь. Права притока річки Березини (басейн Німану).

## Опис
Довжина річки 22 км, площа басейну водозбору 207 км². Формується притоками, безіменними струмками та загатами. Річище упродовж 19,2 км каналізоване.

## Розташування
Бере початок за 2 км на південно-східній стороні від села Войгани. Тече переважно на південний схід і за 1,5 км на південний схід від села Будище впадає в річку Березину, праву притоку річки Німану.